# Ваннини, Джузеппина
Джузеппина Ваннини (итал. Giuseppina Vannini), урожд. Джудитта Аделаида Агата Ваннини (англ. Giuditta Adelaide Agata Vannini; 7 июля 1859[…], Рим — 23 февраля 1911[…], Рим) — итальянская монахиня-камиллианка; святая Римско-католической церкви. Вместе со священником Луиджи Теццой основала монашескую конгрегацию Дочери Святого Камилла.
Осиротела в детстве и выросла в детском доме. Получила образование в Риме в монастыре, где укрепилось её решимость посвятить себя религии. Позже Ваннини попыталась присоединиться к Дочерям милосердия, но была вынуждена уйти ещё во время послушничества из-за слабого здоровья. Познакомилась с отцом Теццой в 1891 году и с его помощью основала монашескую конгрегацию Дочери Святого Камилла. Оставалась генеральной настоятельницей до самой своей смерти, в то время как Тецца был послан проповедовать в Перу в 1900 году.
15 декабря 1977 года провозглашена слугой Божьей. Причислена к лику блаженных 16 октября 1994 года папой Иоанном Павлом II. Канонизирована папой Франциском 13 октября 2019 года.
День памяти — 23 февраля.